# 邦索爾 (北卡羅萊納州)
邦索爾（英語：Bonsal）是位於美國北卡羅萊納州韋克縣的非建制地區。

## 地理
邦索爾所處的海拔為高於海平面91米（即299英呎），而該地所採用的時區為UTC-5，即北美东部时区（EST）。同時該地設有夏令時間，為UTC-5調快一小時，即UTC-4（EDT）。